# Legden
Legden is een plaats en gemeente in de Duitse deelstaat Noordrijn-Westfalen, gelegen in de Kreis Borken. De gemeente telt 7.342 inwoners (31 december 2020) op een oppervlakte van 56,28 km².

## Gemeentekernen

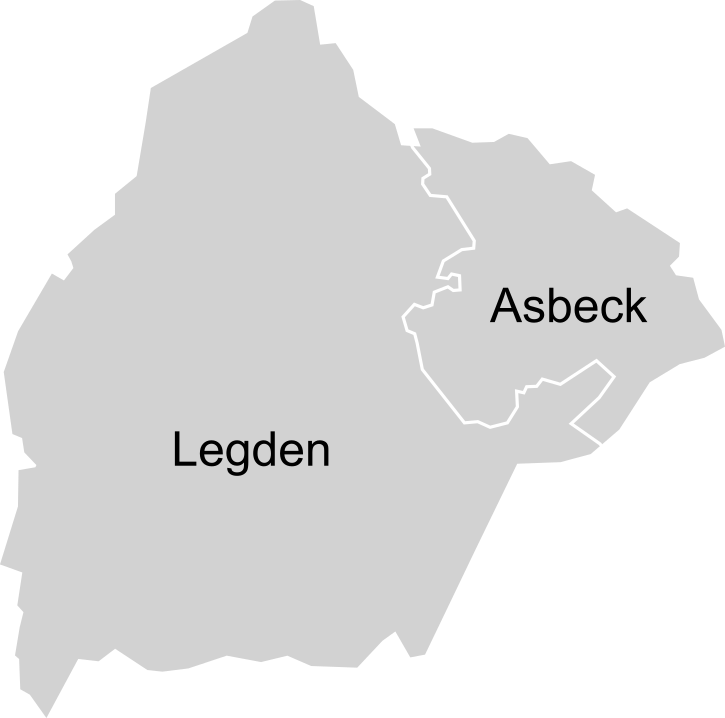
De twee Ortsteile van Legden

- Ortsteil Legden
- Ortsteil Asbeck (Münsterland)

Asbeck ligt ongeveer 4½ km ten noordoosten van de kern van het dorp Legden.

## Ligging, infrastructuur
Legden ligt aan de Bundesstraße 474, de doorgaande weg van Coesfeld naar Ahaus, circa 11 km ten noordwesten van Coesfeld en circa 8 km ten zuidoosten van Ahaus. Aan dezelfde weg ligt Holtwick, gemeente Rosendahl, slechts ruim 3 km ten zuidoosten van Legden. Aan dezelfde weg ligt afrit 32 van de Autobahn A 31 op minder dan 4 km ten noordwesten van Legden.
Legden heeft een station aan de spoorlijn Enschede- Gronau- Ahaus - Dortmund v.v., dat eenmaal per uur door een stoptrein wordt aangedaan. Zie: Spoorlijn Dortmund - Gronau. Het station bevindt zich bij kasteel Egelborg, iets ten noordwesten van het dorp. 
Een belbusdienst onderhouden door vrijwilligers rijdt op werkdagen vijfmaal per dag door Legden, Heek en nog enkele dorpen in de omtrek. Daarnaast rijden enige scholierenlijnen.

## Aangrenzende gemeenten
| Aangrenzende gemeenten | Aangrenzende gemeenten | Aangrenzende gemeenten | Aangrenzende gemeenten | Aangrenzende gemeenten |
| ---------------------- | ---------------------- | ---------------------- | ---------------------- | ---------------------- |
| Ahaus                  |                        | Heek                   |                        | Schöppingen            |
|                        |                        |                        |                        |                        |
|                        |                        |                        |                        |                        |
|                        |                        |                        |                        |                        |
| Stadtlohn              |                        |                        |                        | Rosendahl              |

## Economie
De gemeente bestaat van de landbouw, het toerisme en vooral van midden- en kleinbedrijf, van uitsluitend plaatselijk en regionaal belang, geconcentreerd op een groot bedrijventerrein tussen de A 31 en de westkant van het dorp Legden. Daarnaast wonen in de gemeente tamelijk veel forensen, die een werkkring hebben in een grotere plaats in de omgeving.

## Geschiedenis
Het in de gemeente gelegen gehucht Wehr wordt in 1092 voor het eerst in een document vermeld.
In het algemeen deelde de gemeente de politieke lotgevallen van het Prinsbisdom Münster. De grote meerderheid van de christenen in Legden en Asbeck is, mede daardoor, steeds rooms-katholiek gebleven.
In 1969 werd de gemeente Asbeck opgenomen in de gemeente Legden.

### Legden
De geschiedenis van Legden is nauw verbonden met die van het aan de noordwestrand van het dorp gelegen kasteel Haus Egelborg. Dat kasteel wordt in 1389 voor het eerst in een document vermeld. Sedert de 17e eeuw is het in bezit van de baronnen Von Oer. 
Tot en met de 19e eeuw was Legden een vrij onbelangrijk boerendorp. Economische groei trad eerst in de 20e eeuw in door de aansluiting op het spoorwegnet, en in de 21e eeuw door de aansluiting op de A 31.

### Asbeck
Asbeck ontstond in de middeleeuwen rondom een 11e-eeuws nonnenklooster, later sticht Stift Asbeck. Vanaf de 16e eeuw tot aan de opheffing in 1810 was het een wereldlijk sticht voor adellijke dames.
Eén van de stichtsdames te Asbeck (1793-1805) was een zekere Therese von Zandt. Zij zou volgens sommigen rond 1804 een relatie met de beroemde componist Ludwig van Beethoven hebben gehad. Uit een wettig huwelijk met een kapelmeester werd zij later, in december 1806 en in februari 1810, de moeder van de componisten Friedrich en Norbert Burgmüller.

## Bezienswaardigheden
- De gedeeltelijk romaanse, rooms-katholieke St. Brigidakerk te Legden dateert gedeeltelijk uit het midden van de 13e eeuw. Ze behoorde tot 1805 tot het Sticht Asbeck. Kunsthistorisch belangrijk is een klein, gebrandschilderd raam in het koor van deze kerk , dat dateert uit de 13e eeuw.

- Het geheel omgrachte, van een eigen slotkapel voorziene, kasteel Haus Egelborg is op onregelmatige basis via rondleidingen te bezichtigen. Het kasteel, vooral de zgn. voorburcht, werd in 1866 ingrijpend in de stijl der neogotiek verbouwd. De oudste delen van het gebouwencomplex dateren uit 1559 en 1713.
- De rooms-katholieke St. Margaretakerk te Asbeck was vroeger de stichtskerk van Stift Asbeck. Ze dateert uit de 12e eeuw, en werd in de 13e eeuw in een overgangsstijl tussen romaans en gotisch uitgebreid. Binnen in de kerk zijn liturgische voorwerpen aanwezig in alle van de 13e tot en met de 19e eeuw toegepaste bouwstijlen.
- Van het sticht Asbeck zijn enige monumentale gebouwen bewaard gebleven, waaronder het abdissenhuis en het poorthuis Hunnenpforte (hondenpoort). Er is een bescheiden museum over de geschiedenis van het sticht, met daarin ook aandacht voor Therese von Zandt, aanwezig.
- De gemeente ligt in het Münsterland, waar het fietstoerisme sterk ontwikkeld is.

## Afbeeldingen

### Legden

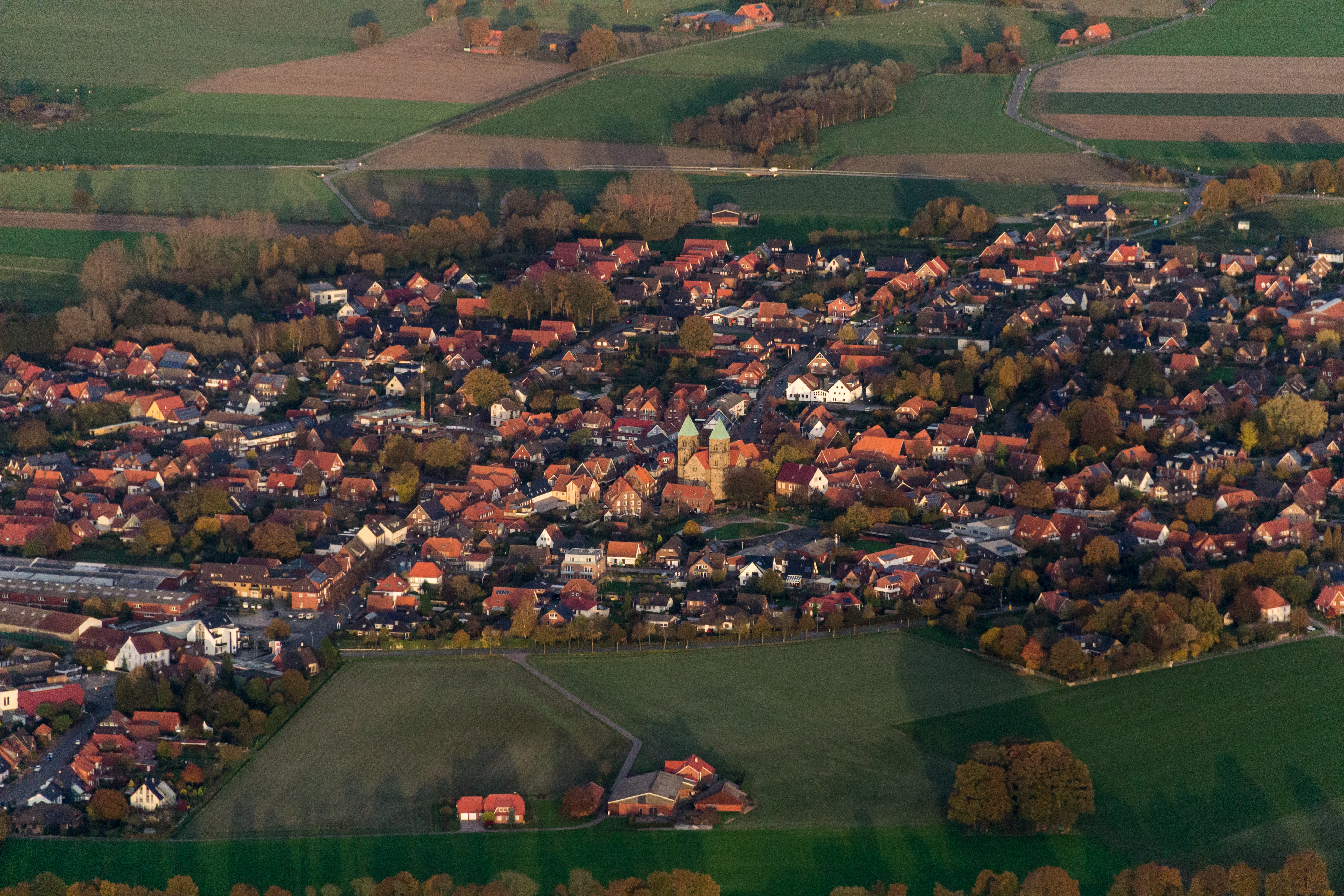
Gezicht op Legden
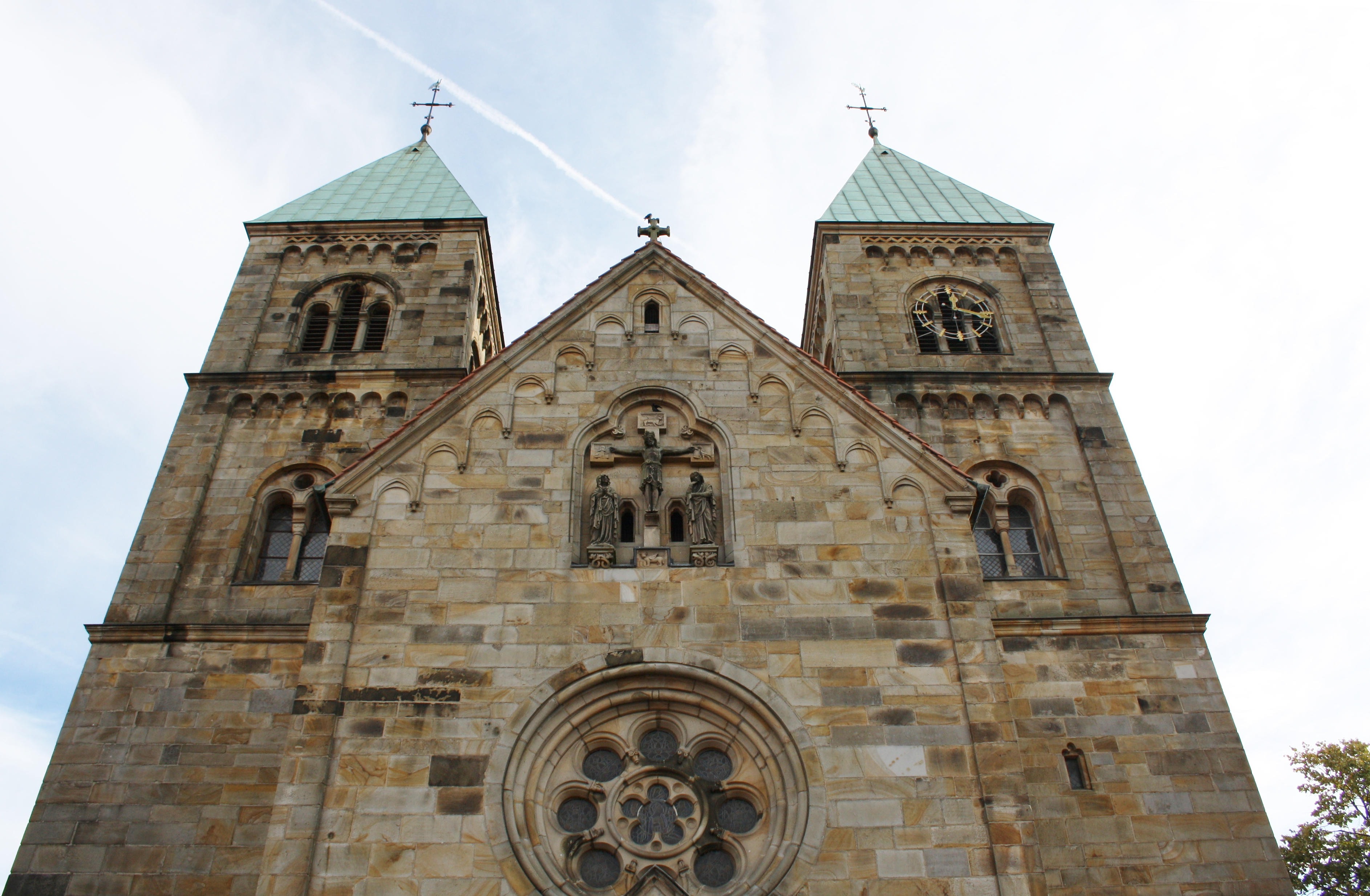
St. Brigidakerk, Legden (1)
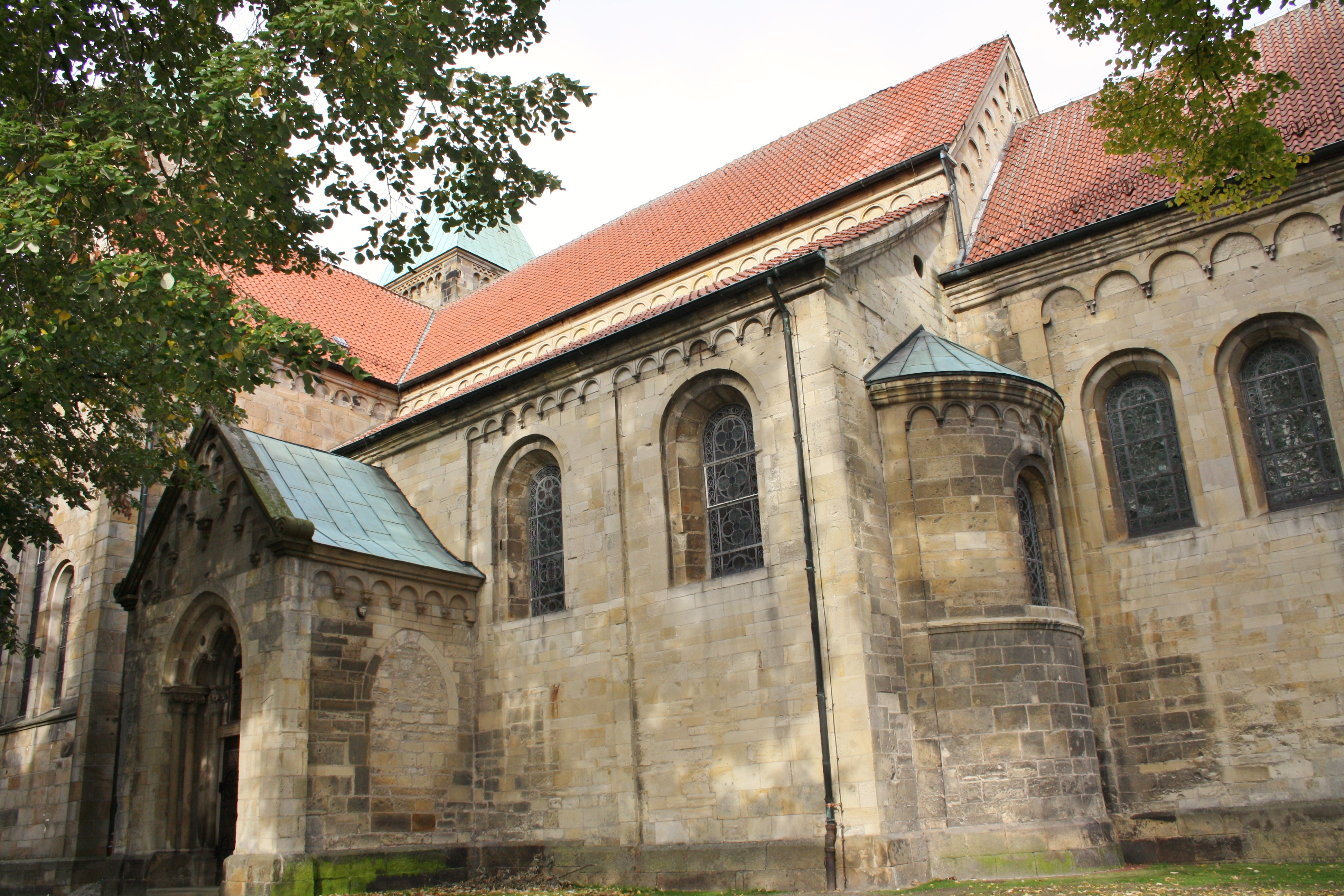
St. Brigidakerk, Legden (2)
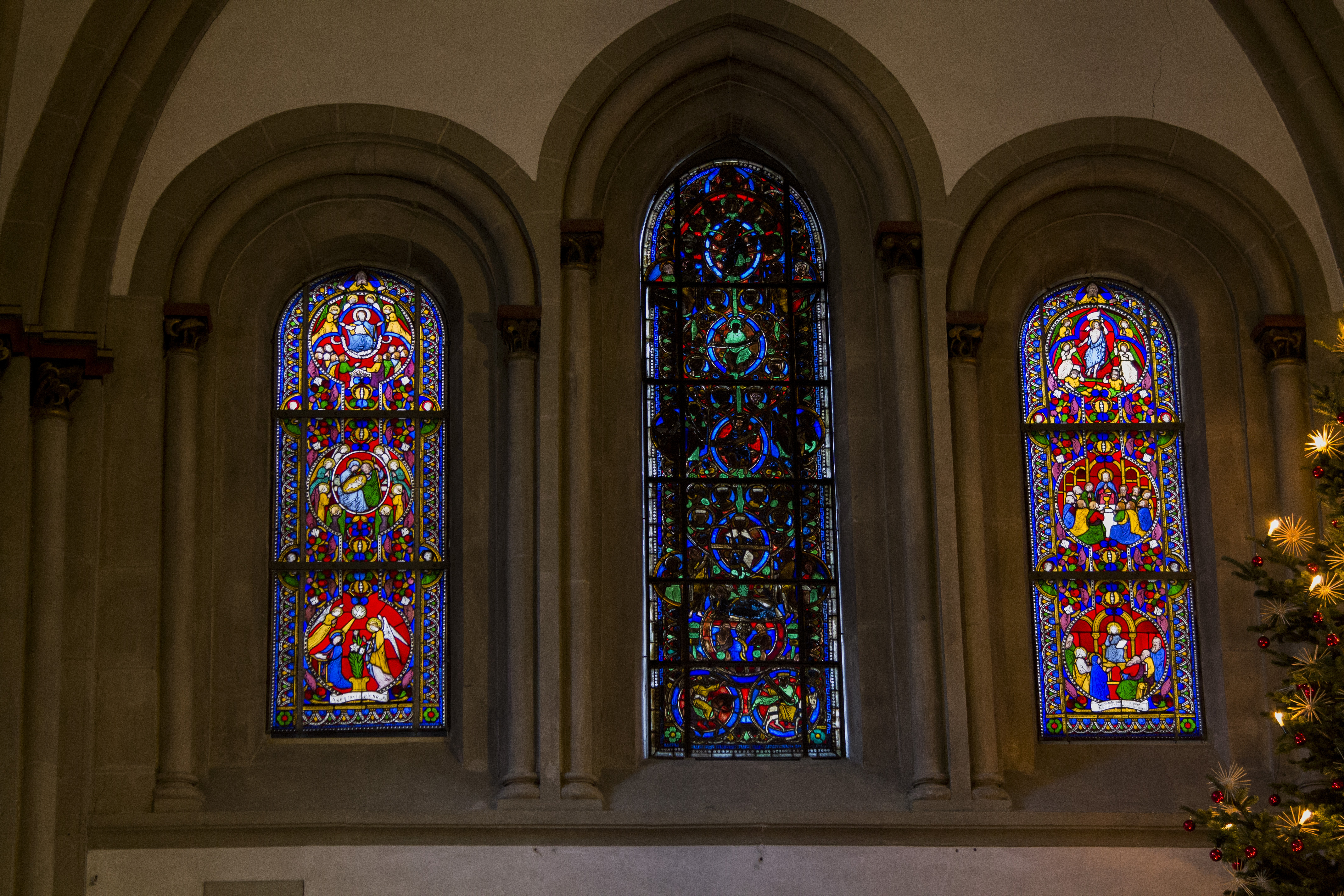
Gebrandschilderde ramen in deze kerk
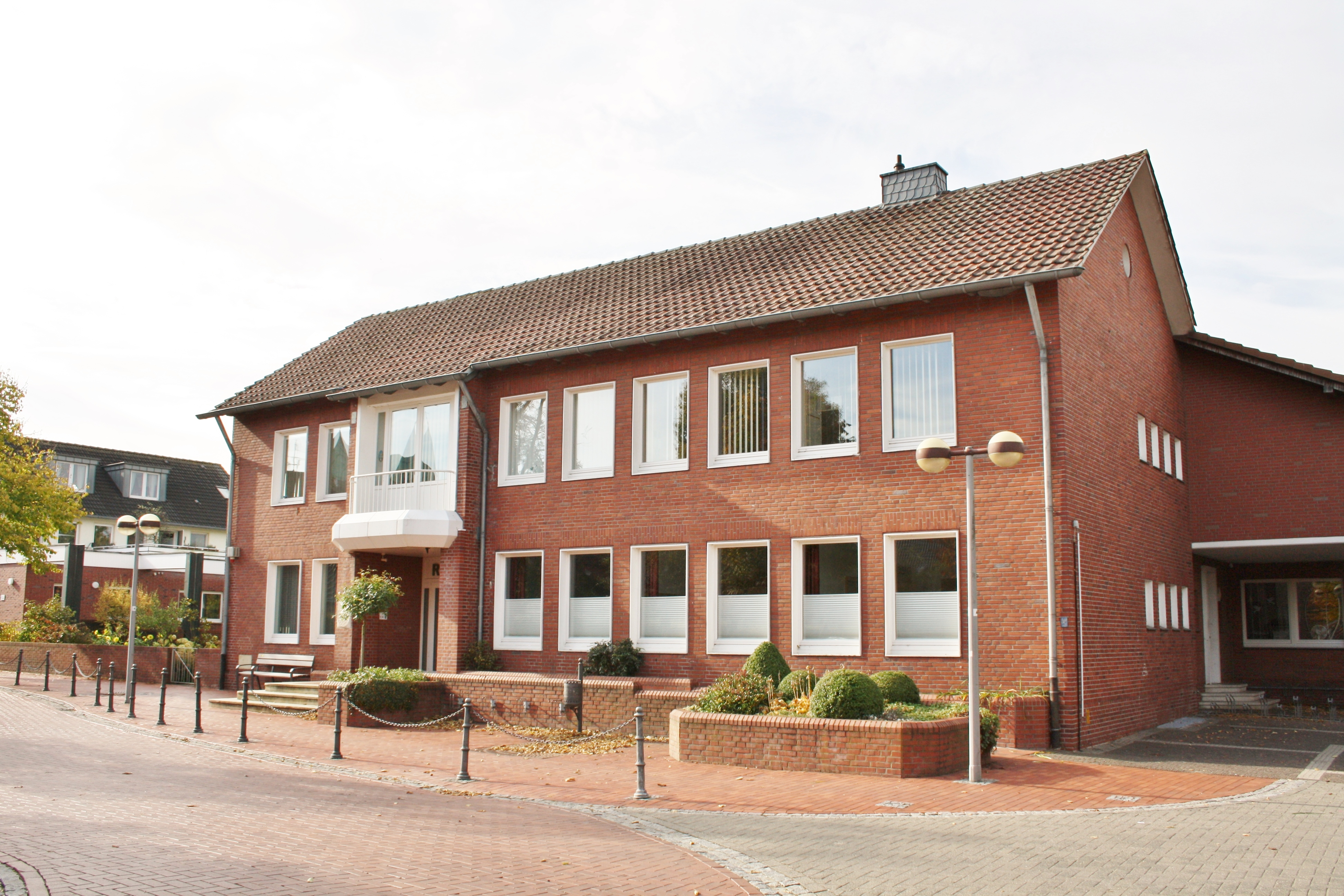
Gemeentehuis
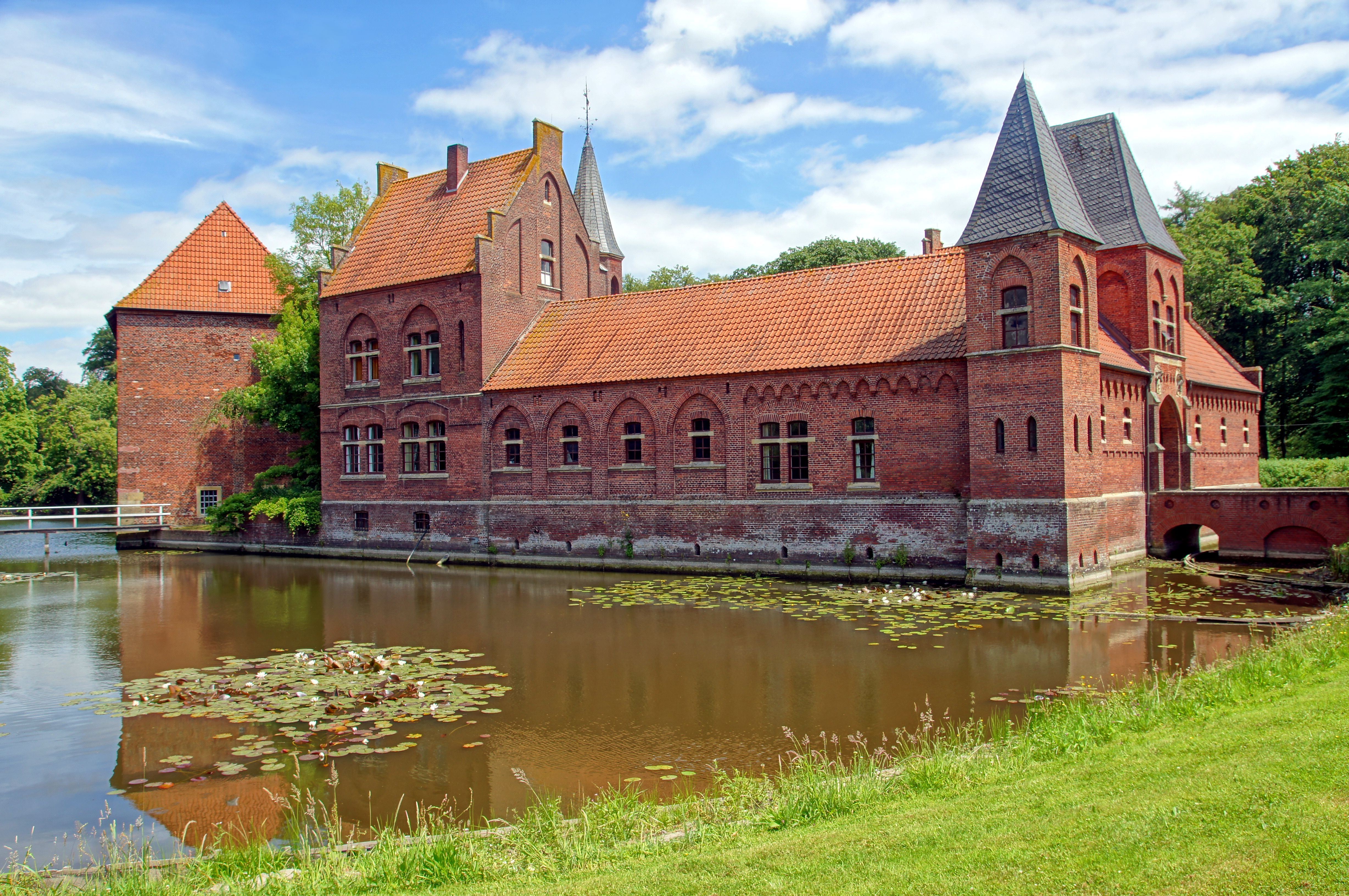
Haus Egelborg (1)
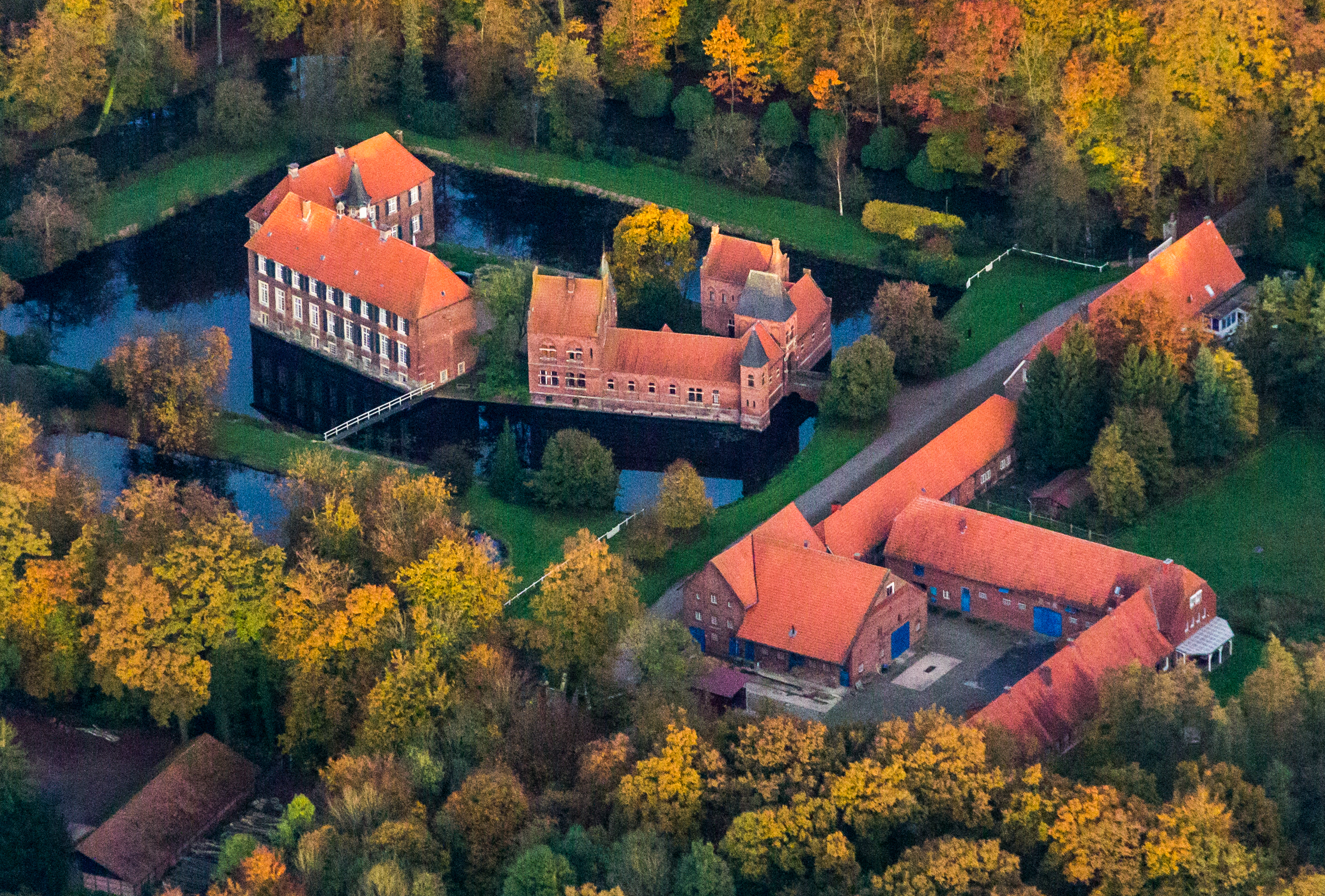
Haus Egelborg (2)
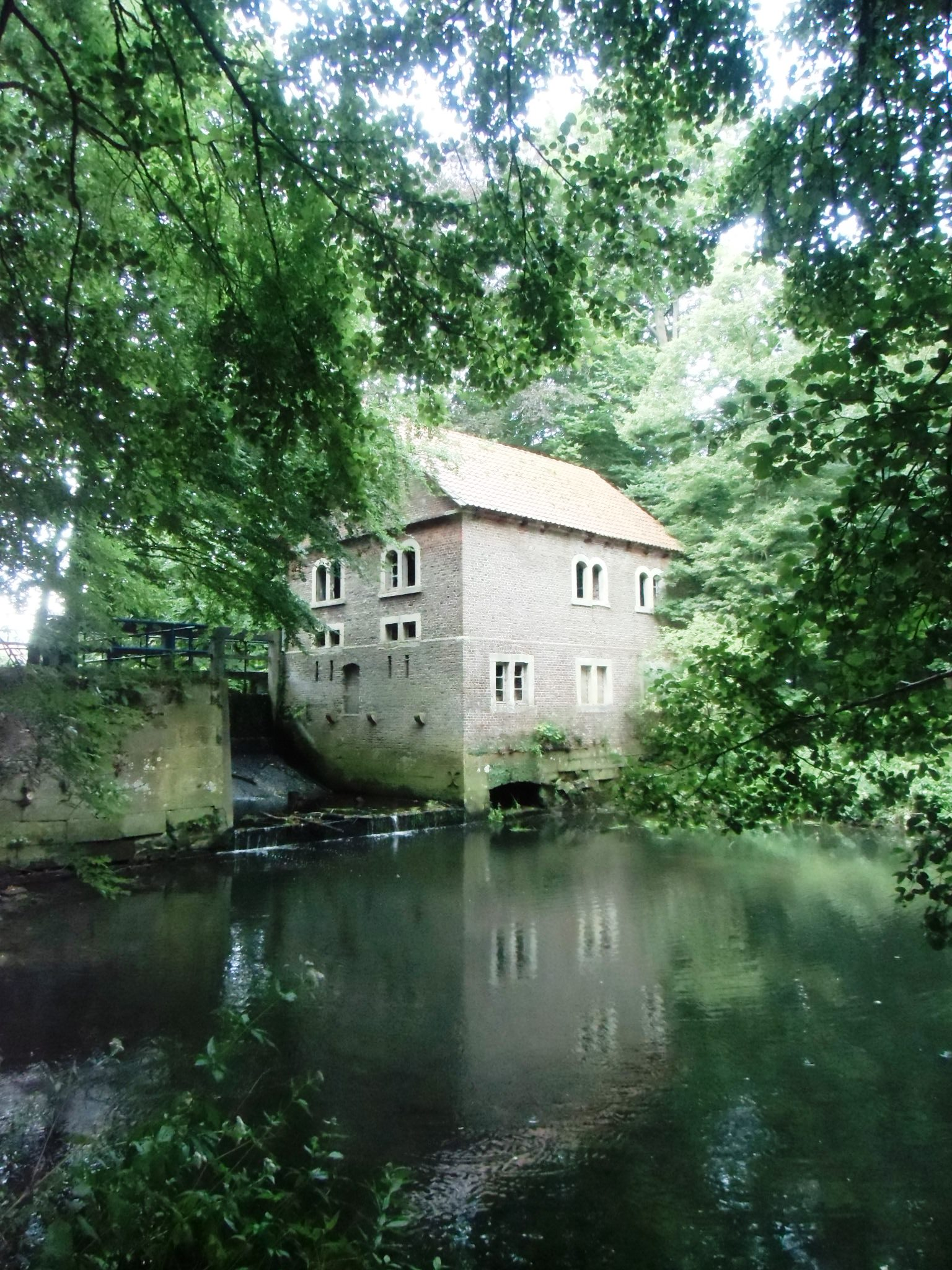
Watermolen bij dit kasteel

### Asbeck

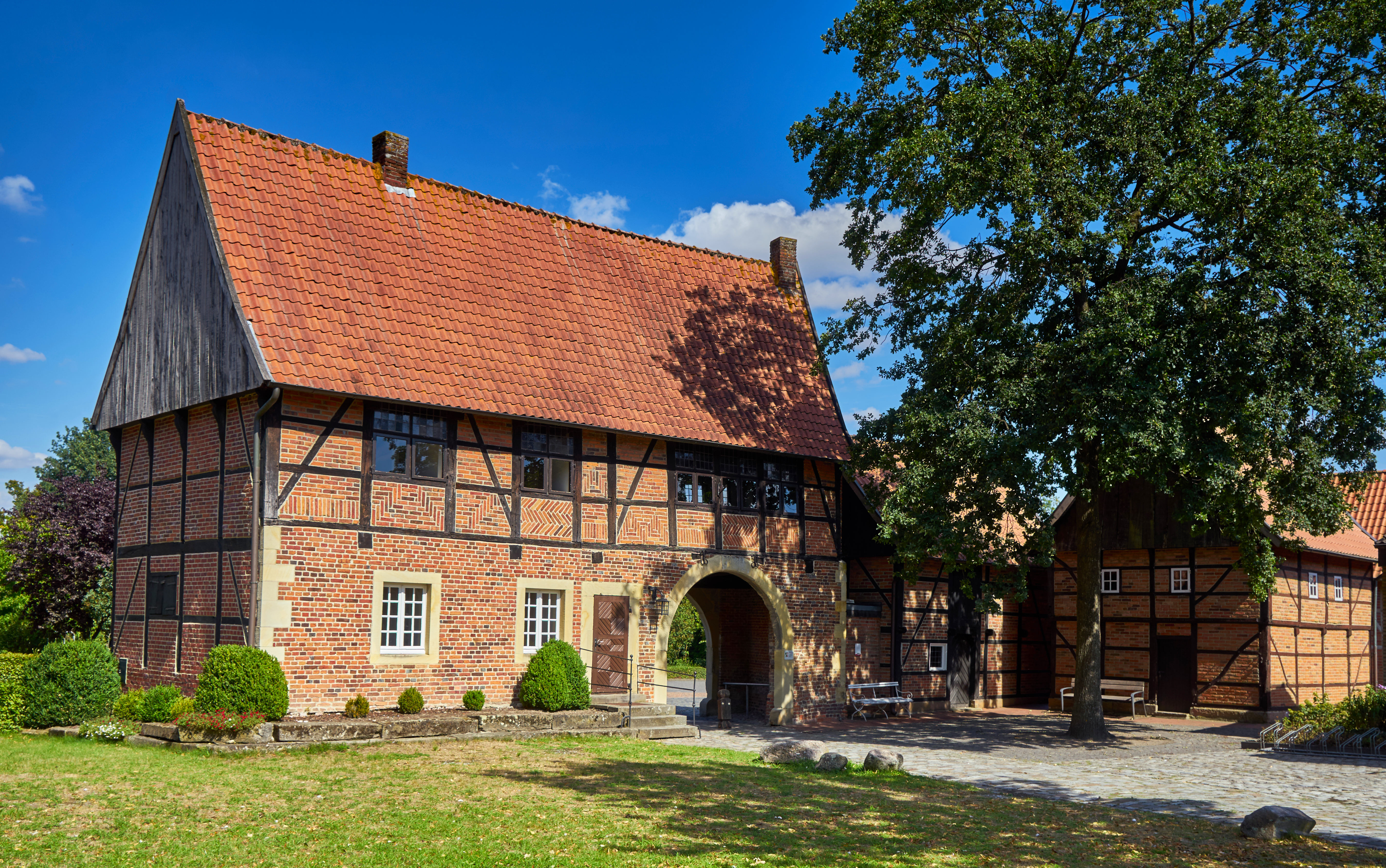
Gebouw Hunnenpforte  te Asbeck
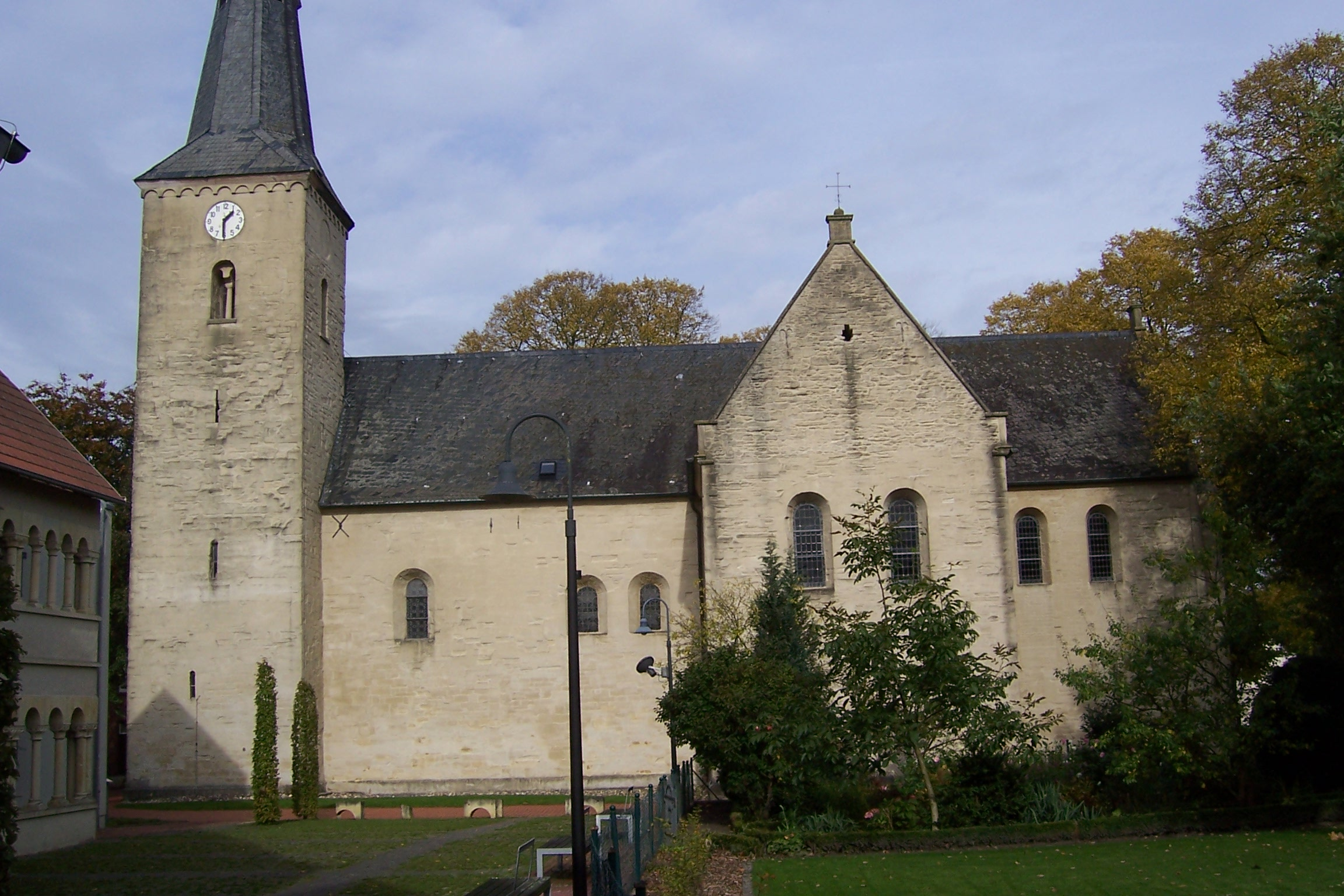
St. Margaretakerk te  Asbeck
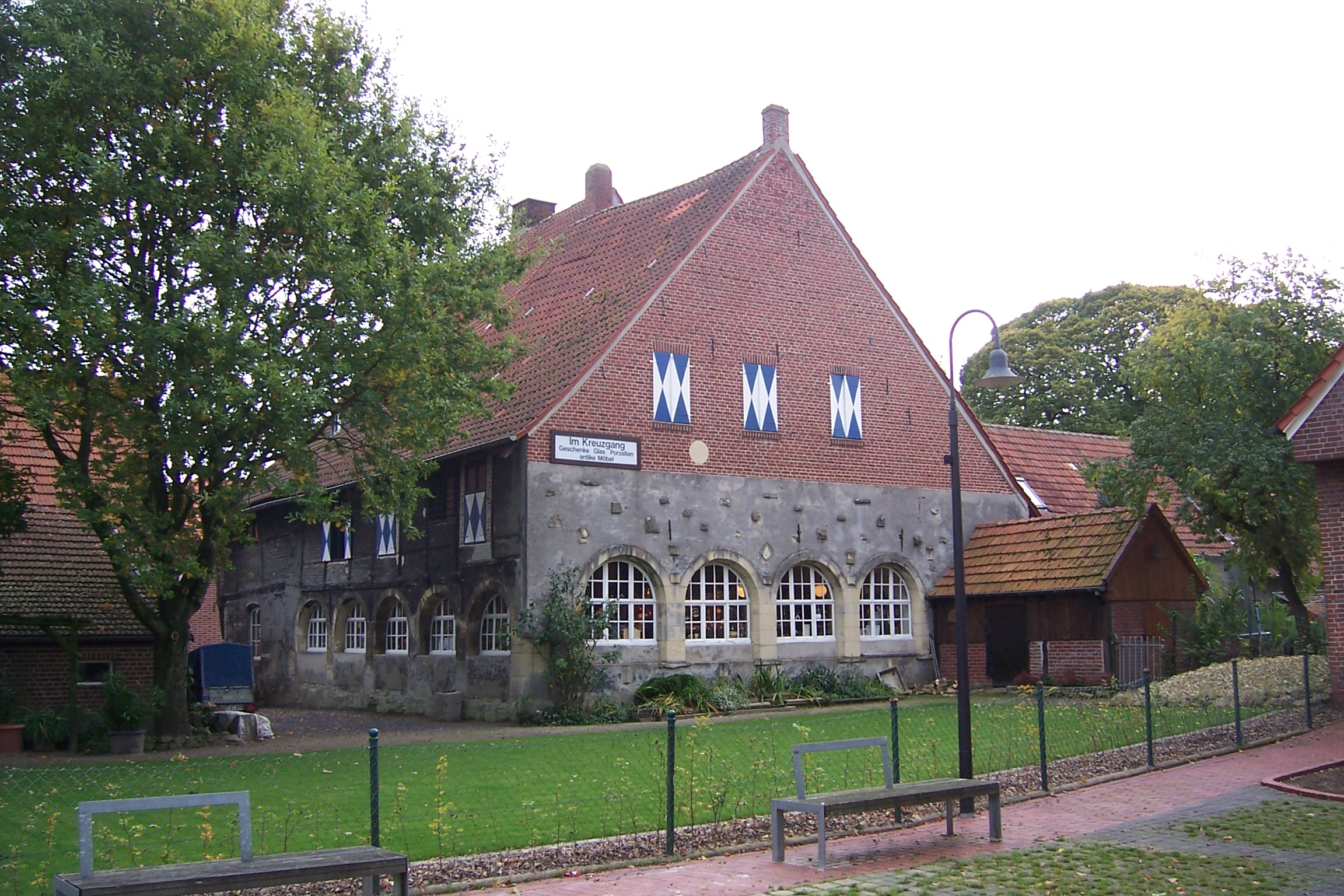
Abdissenhuis
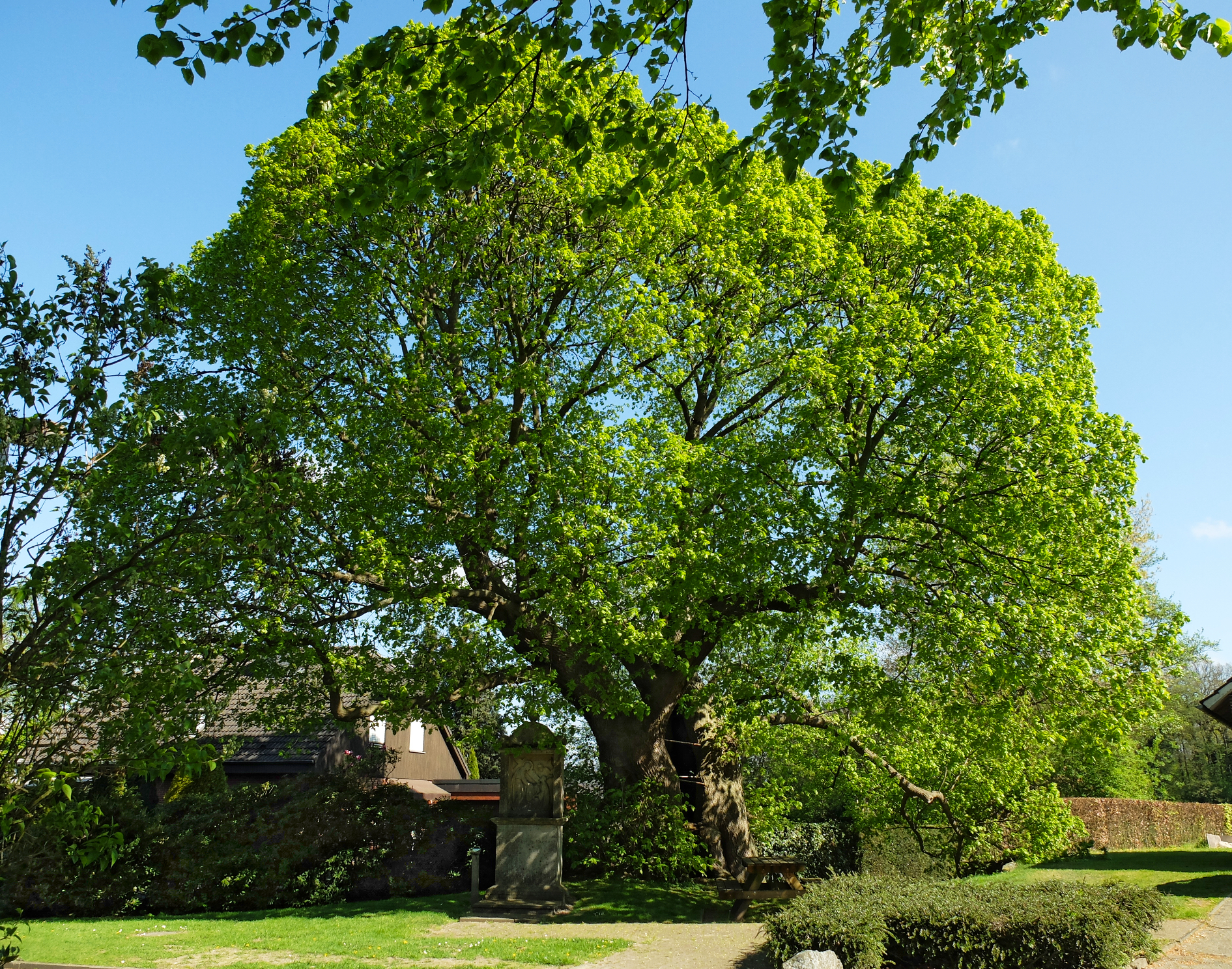
De monumentale dikke linde te Asbeck

## Belangrijke personen in relatie tot de gemeente

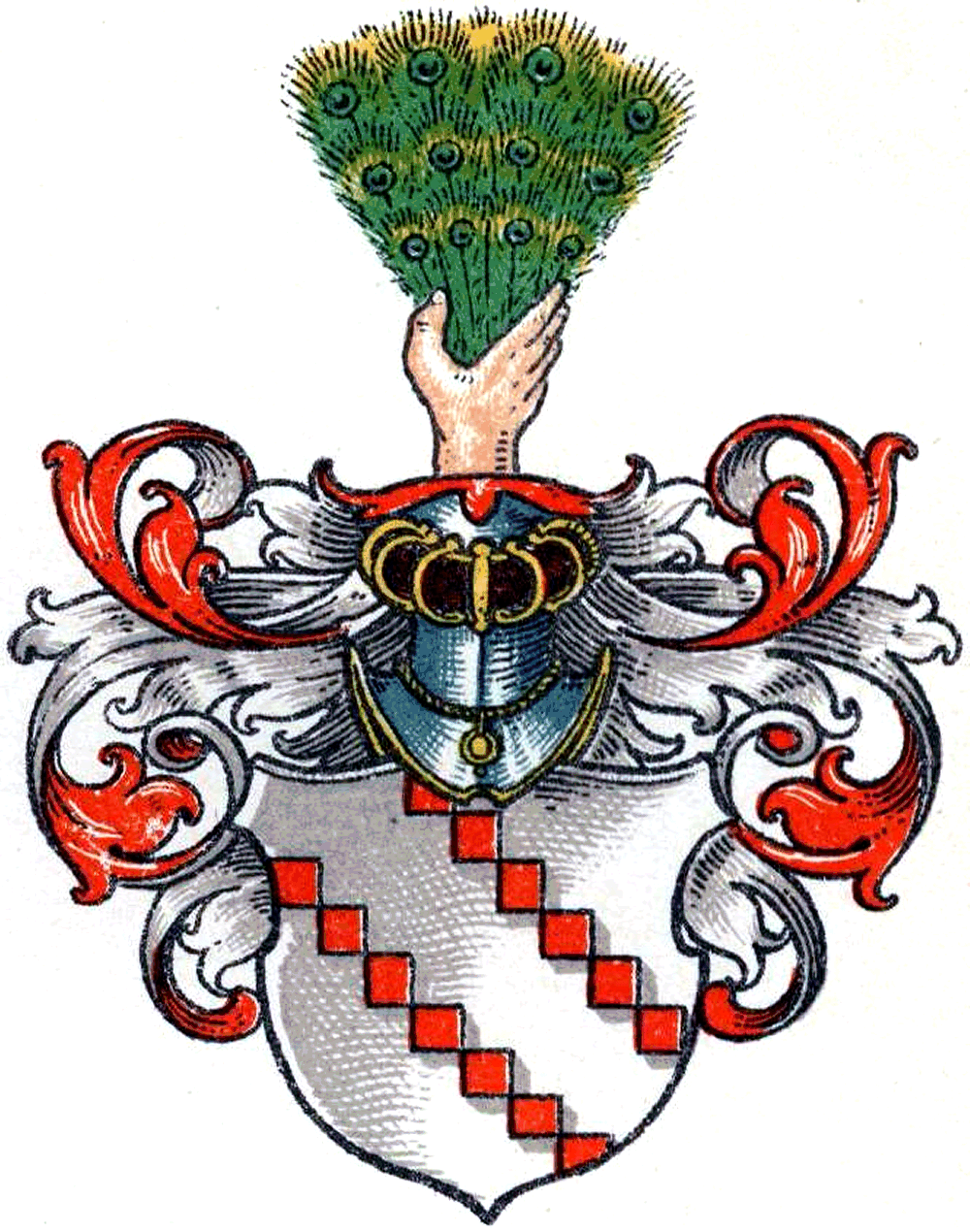
Familiewapen van het adellijke geslacht Von Asbeck

- Vanaf de 12e eeuw waren leden van het adellijk geslacht Von Asbeck betrokken bij de ontwikkeling van het Sticht Asbeck. Zij waren ministerialen van de prins-bisschoppen van Münster. Sedert de 17e eeuw is de directe connectie tussen de plaats Asbeck en dit adellijke geslacht verbroken; veel Von Asbecks wonen in Beieren.
- In de late 18e, de 19e en de vroege 20e eeuw hebben verscheidene op kasteel Haus Egelborg geboren baronnen Von Oer belangrijke politieke functies in de regio bekleed.
- De oud-profvoetballer Oliver Kirch groeide te Legden op en speelde er in diverse jeugdelftallen.

Ahaus · Bocholt · Borken ·
Gescher · Gronau · Heek · Heiden · Isselburg · Legden · Raesfeld · Reken · Rhede · Schöppingen · Stadtlohn · Südlohn · Velen · Vreden